# سیارک ۲۴۳۰۴
سیارک ۲۴۳۰۴ (به انگلیسی: 24304 Lynnrice، نامگذاری:1999YZ) بیست و چهار هزار و سیصد و چهارمین سیارک کشف شده‌است که در ۱۶ دسامبر ۱۹۹۹ کشف شد.